# Powiat lucyński
Powiat lub ujezd lucyński – dawny powiat Inflant polskich, później guberni witebskiej. Dzisiaj częściowo odpowiada mu terytorialnie Okręg lucyński Łotwy. Ośrodkiem administracyjnym powiatu było miasto Lucyn (łot. Ludza).